# بقايا السيجارة

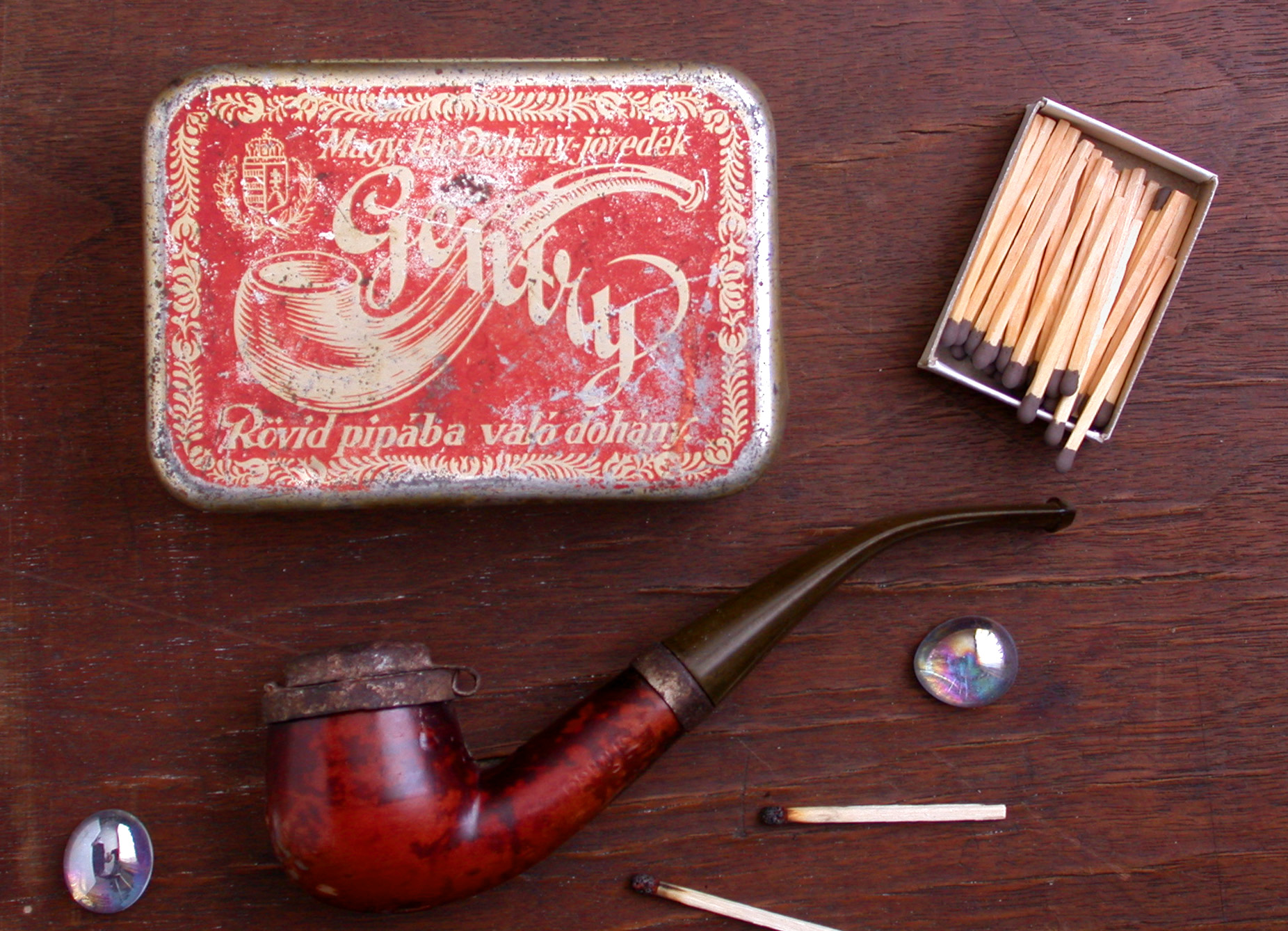
صورة لأعواد وصناديق التبغ من المجر

بقايا السيجارة (بالإنجليزية: Dottle)‏ هي القطعة المتبقية من التبغ والرماد في قعادة التدخين بعد الانتهاء من التدخين. الكلمة الإنجليزية «Dottle» والتي تُعبّر عن بقايا السيجارة هي – بحسبِ قاموس أكسفورد الإنجليزي – تصغيرٌ لكلمة «dot» والتي تعني نقطة.

## الإنتاج
يُمكن أن تُنتَج بقايا الدخان بواسطة عوامل مختلفة. السبب الرئيسي في تركِ كمية كبيرة من البقايا هو أن يتم تعبئة الأنبوب بإحكام أو بطريقة غير صحيحة، حيث يتم تحضير التبغ بشكل غير صحيح أو مضغوط ولن يحترق بشكل صحيح. سبب آخر ممكن هو محتوى التبغ الزائد للرطوبة والتبغ الذي يُدخَّن بسرعة عالية. يمكن أن يؤدي ذلك إلى أن يكون التبغ رطبًا جدًا ليَحترق. يمكن أن تنتج مشربات سريعة أو صعبة على الأنبوب رمادًا ساخنًا بشكل زائد في الكوب، مما يتسبب في تبخر محتوى التبغ من الرطوبة ثم تكثفه في قاع الكوب وفي الثقب الهوائي، مما يمنع التبغ من الاحتراق بشكل صحيح. مساهم ثالث في إنشاء البقايا هو البروبيلين جليكول حيث يُمكن لهذه المادة الحافظة غير الضارة المستخدمة بشكل أساسي في التبغ العطري أن تحافظ على نسبة الرطوبة العالية في تبغ الغليون حتى بعد التجفيف. التدخين بسرعة على الأنبوب يمكن أيضًا أن ينتج سائل ذو طعم كريه يتجمع في قاع الكوب وفي الثقب الهوائي، مما يؤدي إلى مت يُعرف بـ «قرقرة الأنبوب»، ويمكن تذوقه بشكل غير مقصود. يمكن أن يكون سبب آخر ممكن لقرقرة الغليون هو المدخن الرطب، وهذا يعني مدخن الغليون الذي يدفع بعض اللعاب أسفل وإلى الكوب. يمكن أن يكون اللعاب الزائد عاملًا ولكنه نادرًا ما يكون سببًا لقرقرة الغليون.
تُعتبر البقايا مزعجة لأنها تقلّل من الوقت الذي يمكن أن يقضيه الشخص في التدخين. البقايا يمكن أيضًا أن تمنح الدخان طعمًا حامضا عندما يقترب منه الرماد الساخن. إذا لم يتم إزالة البقايا بسرعة بعد التدخين باستخدام أداة الأنبوب، فقد يعطي الأنبوب مع مرور الوقت طعمًا كريهًا لأي تبغ يتم تدخينه فيه. عندما يحدث ذلك، يتطلب تحلية الأنبوب. تم تصميم بعض الأنابيب بوجه خاص لتقليل أو منع تكوين البقايا والرطوبة الزائدة. أكثرها شيوعًا هي أنابيب ذات ساق من الألمنيوم وهناك أنواع أخرى من الأنابيب من شركات ثانيّة.

## في الأدب
في قصص شرلوك هولمز، كان هولمز لديه عادة تجفيف جميع البقايا من أنابيبه التي تم تدخينها خلال اليوم على زاوية من موقد البيت ليُدخنها في صباح اليوم التالي.

## منظفات الأنابيب
بحسب موقع «Pipe Reborn» فإن منظف الأنابيب اختُرع بواسطة جون هاري ستيدمان (مخترع تذكرة نقل الترام) وتشارلز آنجل في روتشستر، نيويورك، في بداية القرن العشرين، وبيعت براءة الاختراع لشركة بي. جي لونغ لاحقًا، مع احتمالية وجود اختراع مماثل من قبل يوهان بيتر يوهانسون في عام 1923.